# Biserica Sfântul Ierarh Nicolae din Bogata
Biserica Sfântul Ierarh Nicolae din Bogata este un monument istoric aflat pe teritoriul satului Bogata, comuna Grădiștea. În Repertoriul Arheologic Național, monumentul apare cu codul 93682.01.

## Galerie

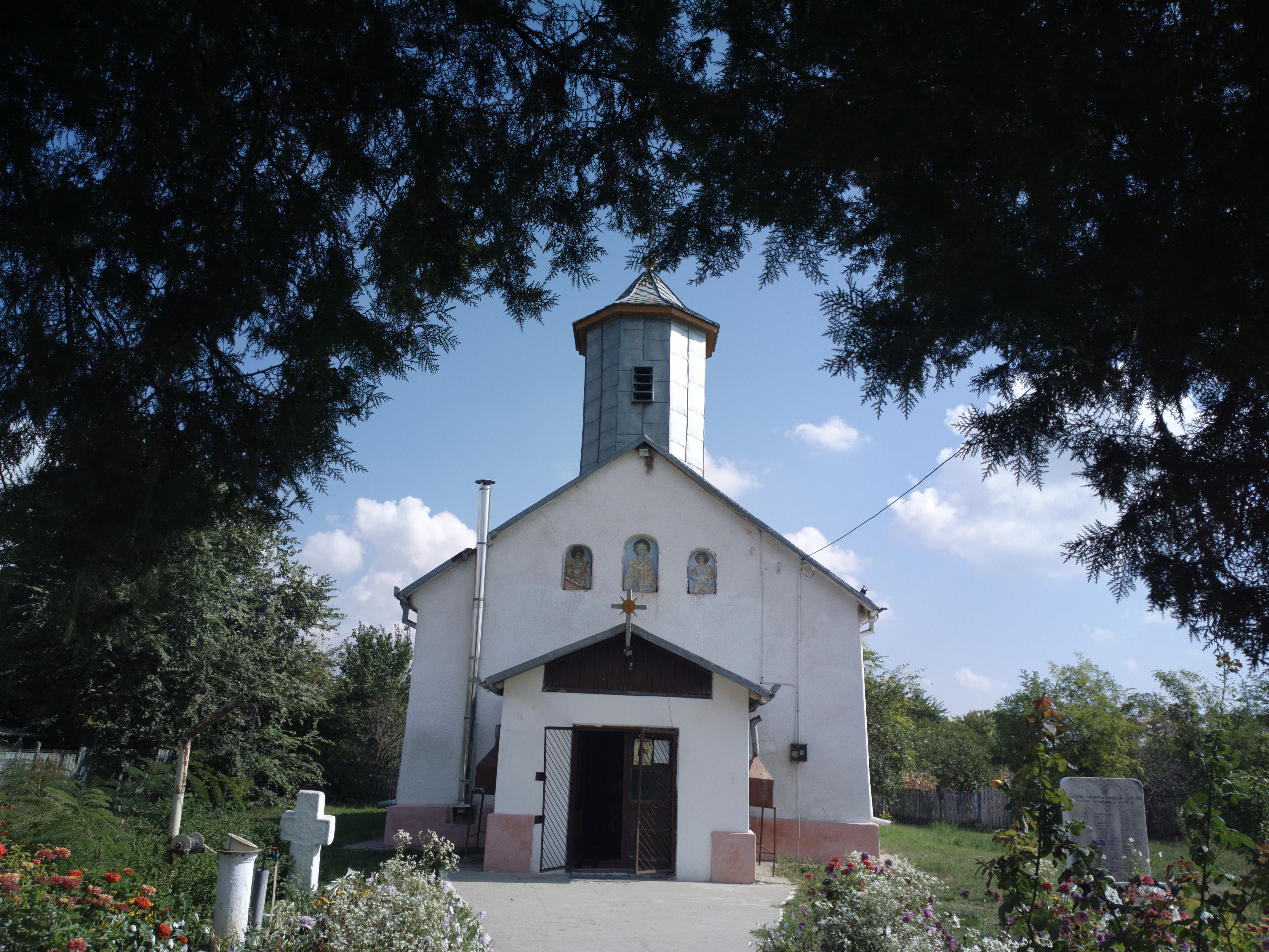
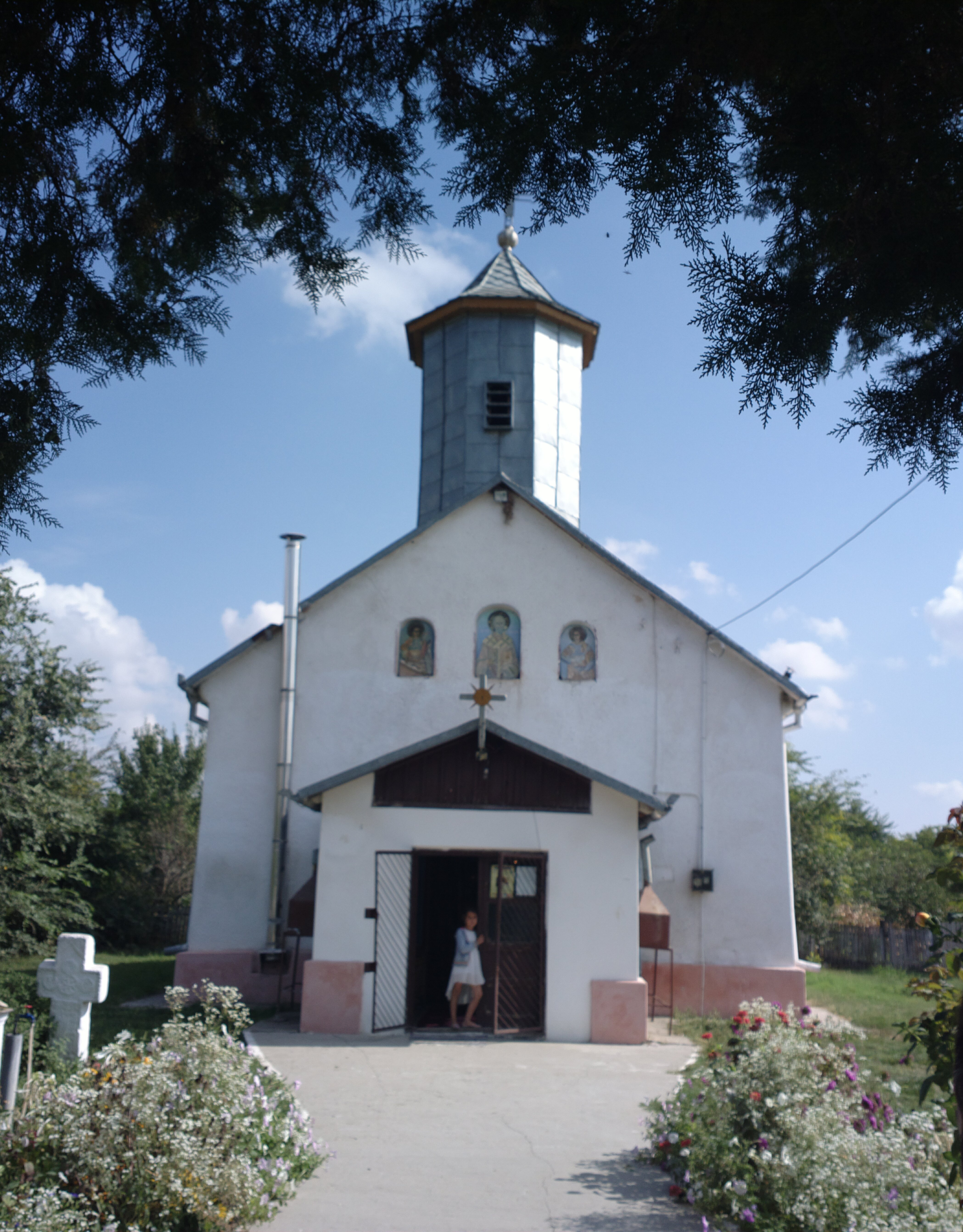
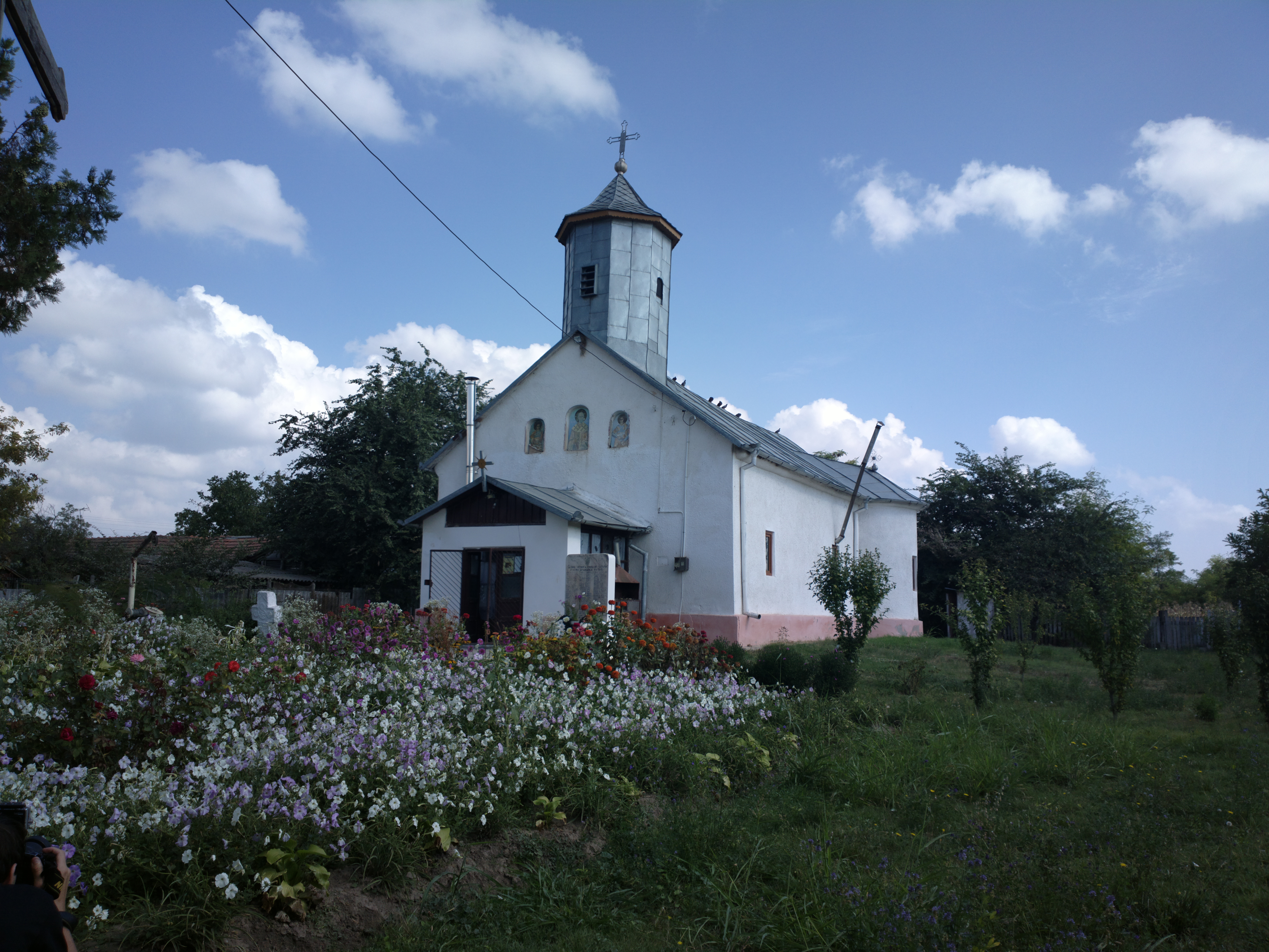
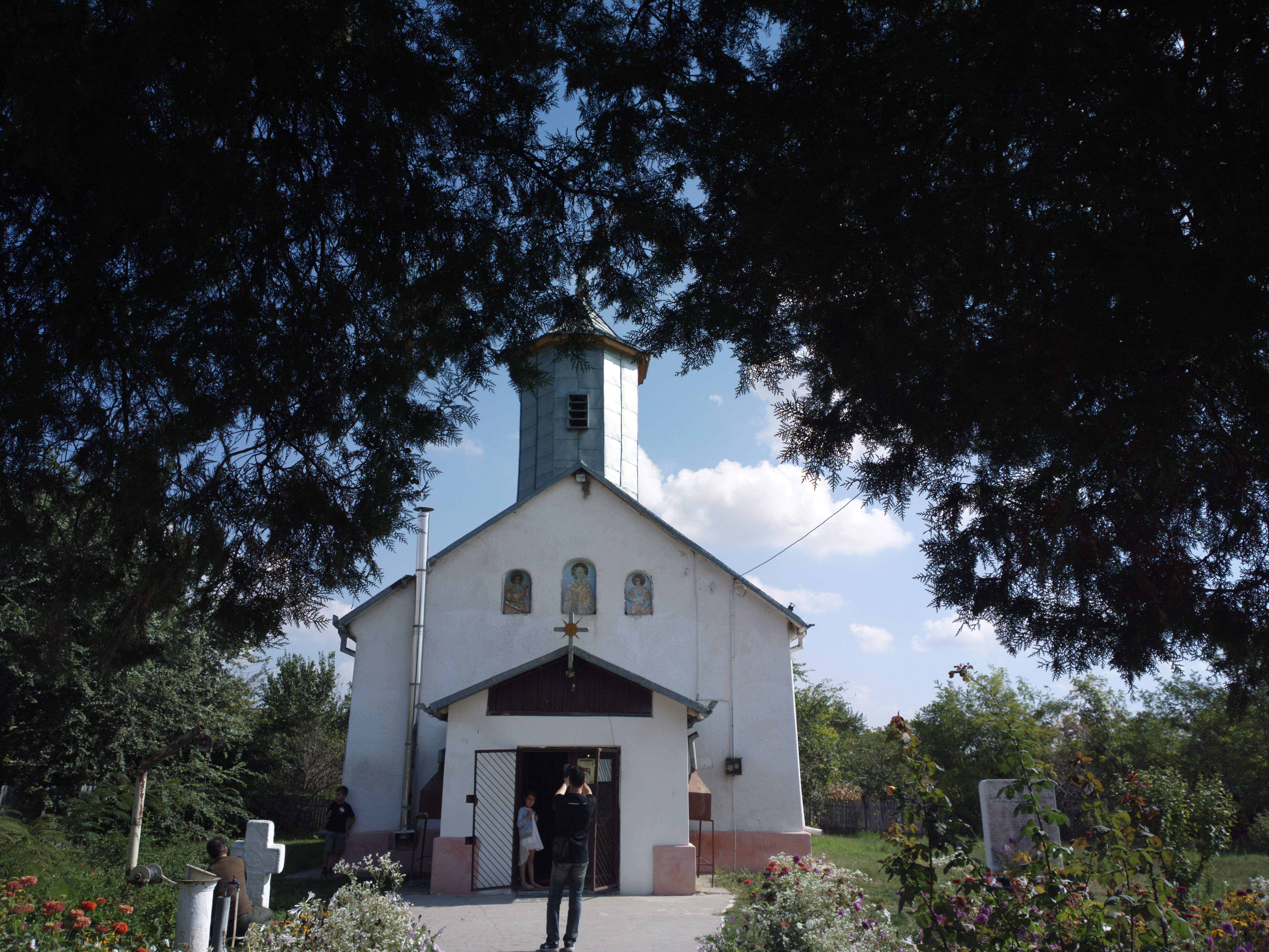
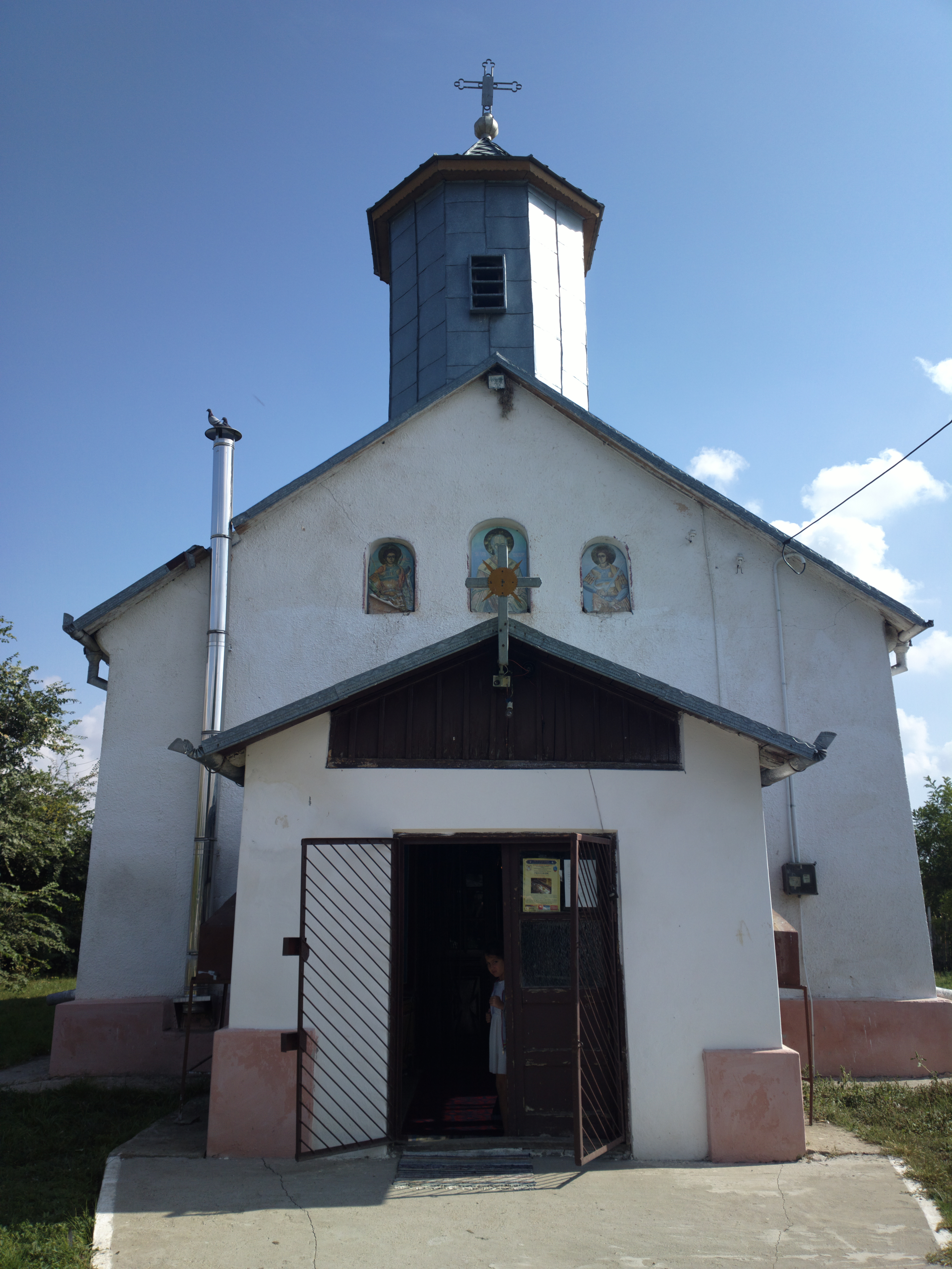
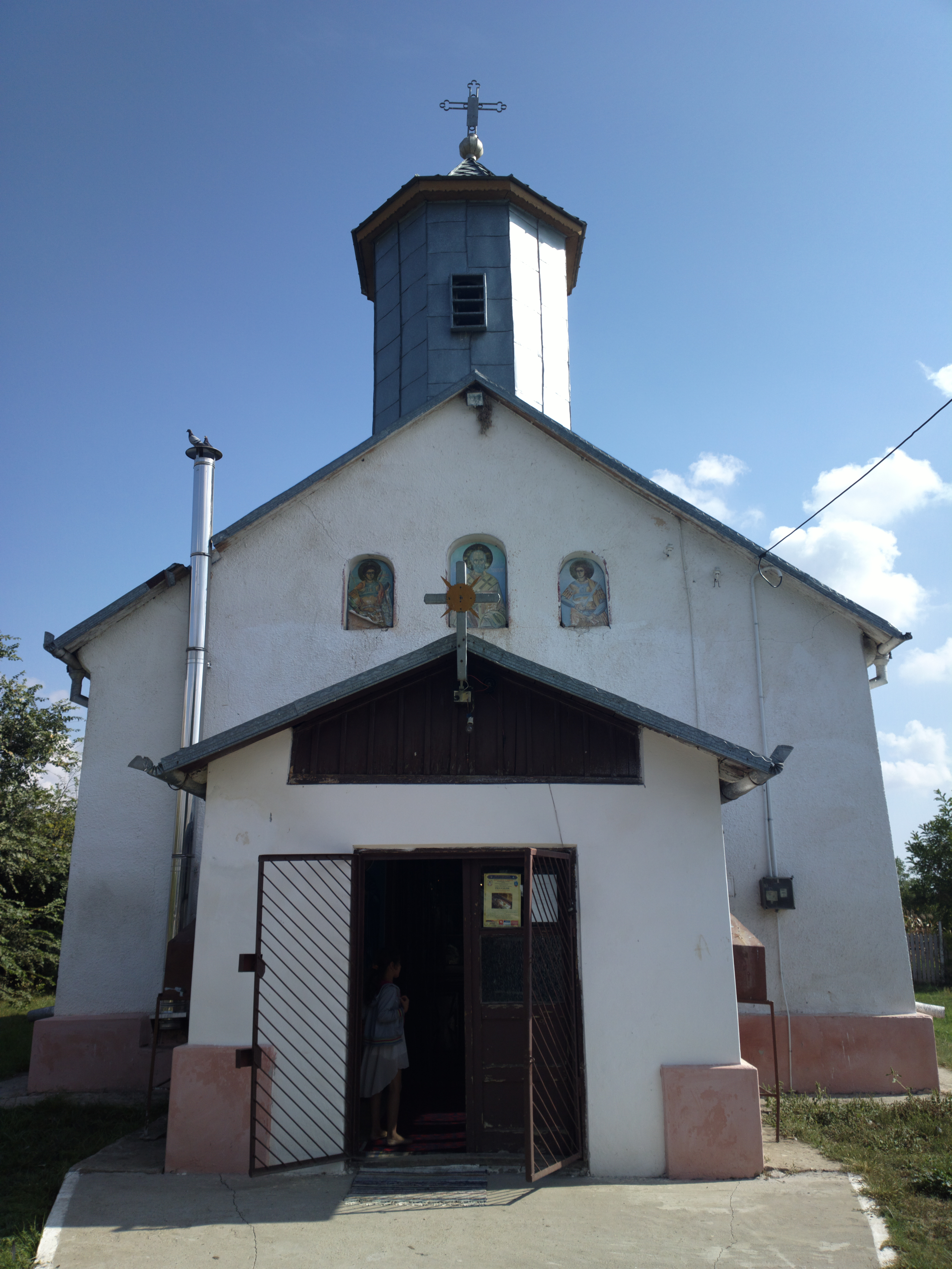
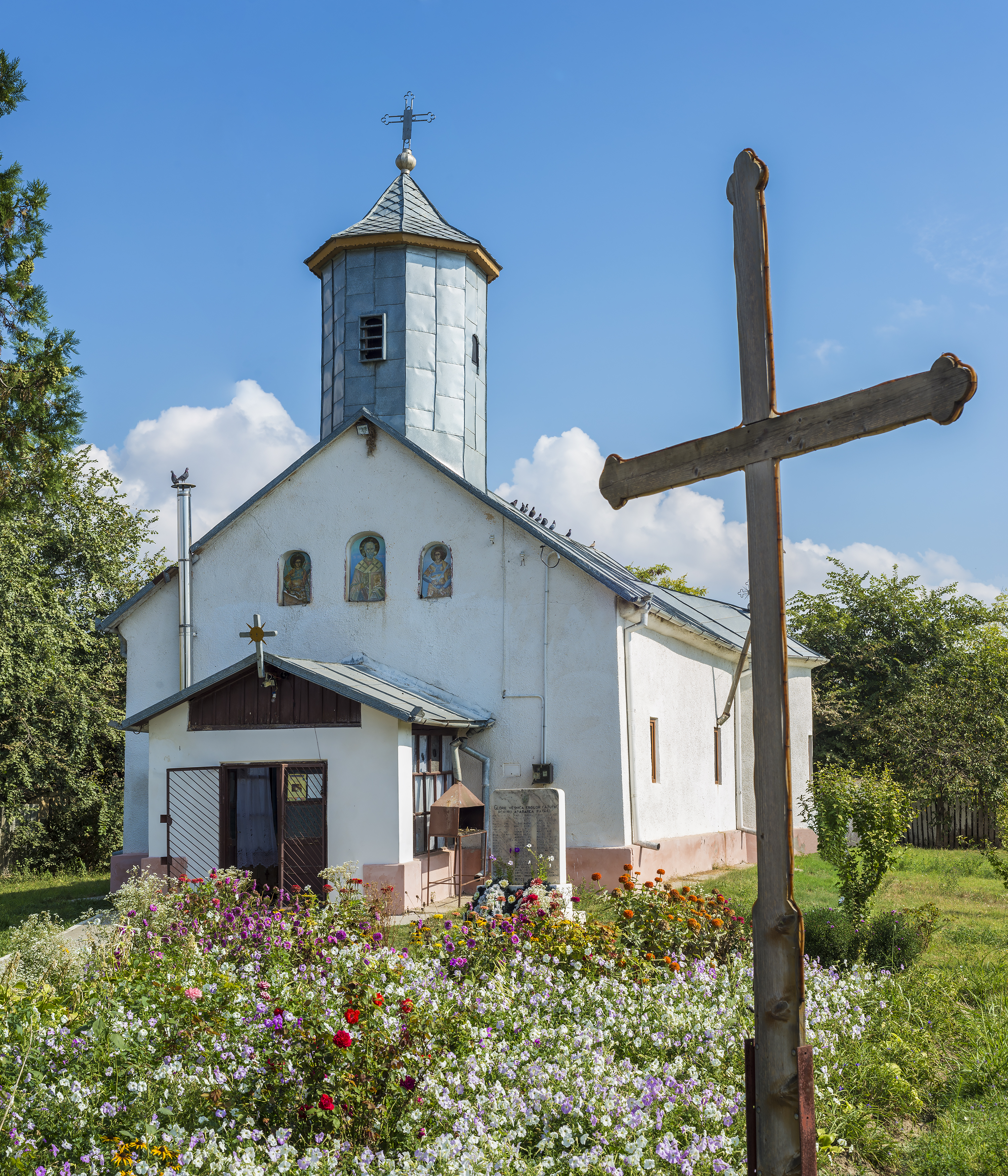
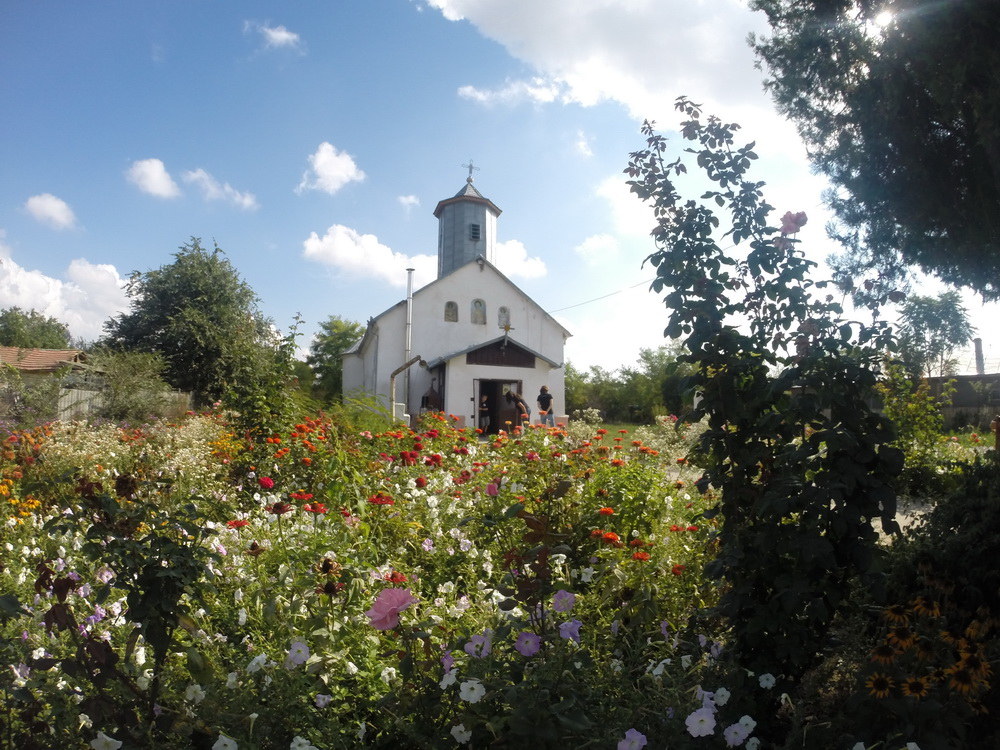